# Viktor Demidenko
Pour les articles homonymes, voir Demidenko.
Viktor Georgevitch Demidenko (en russe : Виктор Георгиевич Демиденко), né le 6 juin 1962, à Omsk en Russie soviétique, est un coureur cycliste qui dans la première moitié des années 1980 se hissait parmi les meilleurs coureurs soviétiques.

## Biographie
Âgé de 17 ans, Viktor Demidenko est champion du monde juniors par équipe avec l'équipe d'URSS. L'année suivante, en 1980 il renouvelle ce titre et remporte le Tour de Lunigiana, en Italie du nord. Incorporé dans l'équipe d'URSS, il participe en 1982 à la Coors Classic, une épreuve par étapes disputée dans les montagnes du Colorado aux États-Unis. Il termine en troisième place cette course montagneuse, juste derrière les grimpeurs colombiens José Patrocinio Jiménez et Martín Ramírez. Sa classe explose l'année suivante où il est l'un des meilleurs soviétiques de l'année. Durant  quatre saisons il fait preuve de son talent, dont on peut penser qu'il était soumis à l'épreuve de trop nombreuses compétitions. Pourtant en 1986 il réalisait une performance hors norme. Sélectionné dans l'équipe de l'URSS pour participer au Tour d'Espagne open, il gagnait la dix-huitième étape de cette Vuelta. Ce fut sa dernière grande performance.

## Palmarès
- 1979
  -  Champion du monde contre-la-montre par équipes juniors (avec Vladimir Volochin, Sergei Starodubschev et Sergei Tschapk)
- 1980
  -  Champion du monde contre-la-montre par équipes juniors (avec Sergueï Voronine, Sergei Tschapk et Oleh Petrovich Chuzhda)
  - Giro della Lunigiana :
    - Classement général
    - 2e et 3e étapes
- 1981
  -  Champion d'URSS des courses à étapes[3]
  - 3e étape de la course Leningrad-Tallinn
  - Course contre-la-montre en duo à Alma-Ata avec Sergei Uslamin
  - Prologue (contre-la-montre par équipes), 1re et 4e étapes du Tour de la Vallée d'Aoste
- 1982
  -  Champion d'URSS contre-la-montre par équipes avec l'équipe de l'Armée (+ Oleg Chuzhda, Alexandrov, Kossariev)
  - 2e étape du Tour des régions italiennes
  - 11e étape de la Coors Classic
  - 2e du Tour des régions italiennes
  - 3e du Tour de Sotchi
  - 3e de la Coors Classic
  - 10e du Circuit de la Sarthe
- 1983
  - 3e étape du Circuit de la Sarthe
  - 11e étape du Tour d'Italie amateurs (contre-la-montre)
  - 4e du Circuit de la Sarthe
  - 2e du Ruban granitier breton
  - 3e du Tour d'Italie amateurs
    - Classement par équipes avec l'équipe d'URSS, du Tour d'Italie amateurs

  - 3e du Championnat d'URSS des courses à étapes
  - 4e du Grand Prix Guillaume Tell
    - Prix de la montagne et du classement "combiné" du Grand Prix Guillaume Tell
- 1984
  - 1re étape du Tour de Cuba
  - 3e du Tour de Cuba[4]
  - 2e du Grand Prix international "Augustin Alcantara" à Cuba[5]
  - 2e du Grand Prix international "La Farola", à Cuba[6]
  - 2e du Tour de Sotchi
  - 5e du championnat d'URSS des courses par étapes
  - 6e du Tour de l'Avenir
  - 13e de la Course de la Paix
    - vainqueur du classement international par équipes de la Course de la Paix avec l'équipe soviétique[7]
- 1985
  - 4e étape du Championnat d'URSS des Courses à étapes
  - Classement par équipes  du Tour de Cuba avec l'équipe A d'URSS[8]
  - 3e du Circuit de la Sarthe
- 1986[9]
  - 18e étape du Tour d'Espagne
  - 3eb étape du Tour de l'Avenir (contre-la-montre par équipes)x
  - 28e du Tour de l'Avenir

### Sur les grands tours

#### Tour d'Espagne
1 participation
- 1986 (course open) : 39e[10]

## Distinction
Maître émérite des sports (cyclisme) de l'Union soviétique